# Carlo Fruttero
Carlo Fruttero (ur. 19 września 1926 w Turynie, zm. 15 stycznia 2012 w Castiglione della Pescaia) – włoski pisarz, tłumacz, redaktor i dziennikarz. 

## Życiorys
Pracował jako tłumacz dla wydawnictwa Einaudi, a następnie jako redaktor w wydawnictwie Mondadori, w którym prowadził  wraz z Franco Lucentinim m.in. serię wydawniczą fantastyczno-naukową zatytułowaną Urania.
Większa część jego twórczości autorskiej powstała we współpracy z Lucentinim, z którym tworzył duet działający pod nazwą Fruttero & Lucentini (w skrócie F&L). Wspólnie są autorami przede wszystkim powieści oraz felietonów.
W roku 2007 otrzymał włoską nagrodę literacką Premio Chiara, a w 2010 Premio Campiello za całokształt twórczości.

## Wybrana twórczość
- Donne informate sui fatti, 2006.
- Ti trovo un po' pallida, 2007.
- Mutandine di chiffon. Memorie retribuite, 2010.
- La patria, bene o male (z Massimo Gramellinim), 2010.

### z Franco Lucentinim
- La donna della domenica, 1972.
- A che punto è la notte, 1979.
- Il Palio delle contrade morte, 1983.
- L'amante senza fissa dimora, 1986.
- La verità sul caso D., Einaudi 1989. [tłumaczenie polskie: Sprawa D. czyli zbrodnia rzekomego włóczęgi, tłum. Małgorzata Hołyńska, Czytelnik, 1996]
- Enigma in luogo di mare, 1991.
- Breve storia delle vacanze, 1994. [tłumaczenie polskie: Krótka historia wakacji, tłum. Anna Osmólska-Mętrak, Historia i Sztuka, 1995]

## Ekranizacje
- La donna della domenica, Włochy, 1975, film Luigiego Comenciniego z Jacqueline Bisset, Jean-Louis Trintignantem, Marcellem Mastroiannim
- A che punto è la notte, Włochy 1994, film Nanniego Loya z  Marcellem Mastroiannim i Maksem von Sydowem
- La donna della domenica, Włochy, 2010, film Giulia Base z Andreą Osvart i Giampaolo Morellim